# Alfa Group Consortium
Alfa Group Consortium (Консорциум «Альфа-Групп») er et russisk investeringskonglomerat. Der investerer i olie- og gas, bank, kapitalforvaltning, forsikring, detailhandel, telekommunikation, vandforsyning, osv.
Virksomheden blev etableret i 1989 som Alfa-Eco af israelsk-russiske Mikhail Fridman sammen med sovjetiske Anatoly Potik. Senere fik de selskab af German Khan, Alexei Kuzmichov, Alexander Kushev med flere.
Væsentlige aktiver omfatter telekommunikations-investeringsvirksomheden Altimo, bankkoncernen Alfa-Bank, detailvirksomheden X5 Group og olieselskabet TNK-BP.